# Let’s Rock!
Let’s Rock! — пятый альбом группы «Кирпичи», выпущенный в 2004 году на лейбле Gala Records. Альбом характерен отсутствием речитатива и сильным уклоном в сторону рока.

## Об альбоме
Музыка: «Кирпичи», кроме «В огонь!», «Squaw» и «Свинья», которые написал Стас Сытник — бывший басист группы.
Слова: Вася Васин, кроме «Под кайфом (против наркотиков!)» и «Никто никогда никому ничего», которые написаны Данилой Смирновым.
Записано на студии «ДДТ». Сведение: Юрий Смирнов и «Кирпичи». Мастеринг: Ю. Богданов.
Оформление: 4zy Алексей Медведев & Вася В. Фото: 4zy. Обложка альбома является аллюзией на обложку альбома Let It Be группы The Beatles.

## Песни
- Композиция «Рабочий класс мира» является переведённой кавер-версией песни Джона Леннона «Working Class Hero» с альбома John Lennon/Plastic Ono Band.
- Трек «Всё. Конец» написала группа «Ощущение бензопилы», DJ Sashik & MC Vadik (a.k.a. Mr. Бол a.k.a. Болик).

## Список композиций
1. В загон! — 2:57
2. В огонь! — 2:30
3. Squaw — 3:27
4. Под кайфом (против наркотиков!) — 1:49
5. Ира — 3:05
6. Never again! — 2:58
7. Наина — 2:04
8. Свинья — 3:19
9. Let’s rock! — 3:06
10. Давай я буду за тебя — 4:53
11. He is me — 3:36
12. Никто никогда никому ничего — 2:09
13. Рабочий класс мира — 2:20
14. Нормальные ребята — 3:33
15. Всё. Конец — 1:28

## Участники записи
- Вася «Stakan» Васинъ — вокал, гитара.
- Данила «Masta» Смирнов — бас-гитара, вокал.
- Вадик «Nos» Латышев — ударные.
- Иоанн «Mandwill» Людевиг — гитара.